# آشينا زيان
كان آشينا زيان خاقان تركياربياً، وكان أيضاً جنرالًا في الحماية العامة لتهدئة الغرب من 708 إلى 717 بتفويض من أسرة تانغ الصينية.

## الحياة
عندما أعدم لاي جونشين والده في عام 692، تم نفيه إلى يازو ومع ذلك، تم استدعاؤه للمحكمة في 703.
في عام 708 ، تم تعيينه خاقان بواسطة الإمبراطور زونغزونغ. ومع ذلك ، تم تعيين سوجي كمرؤوس له 
في عام 714 ، بعد وفاة سوجي في معركة بولشو، تم تعيين زيان كمفوض عسكري (碛 西) وتم إرساله إلى سوياب لملء فراغ السلطة.
ومع ذلك عندما برز سولوك إلى الصدارة، عين تانغ آشينا زيان في منصب شيشينغ قاغان في عام 716 وعين سولوك نائباً له.
ومع ذلك ننتج عن طموح سولوك المتزايد للسيطرة على زيان إلا اندلاع الحرب بينهما وهزيمة زيان في يونيو ويوليو عام 717.
بعد الهزيمة غادر إلى تشانغان وتوفي في وقت ما خلال عهد شوانزونغ. كان خليفته ابنه أشينا زين.